# Taccarum weddellianum
Taccarum weddellianum là một loài thực vật có hoa trong họ Ráy (Araceae). Loài này được Brongn. ex Schott miêu tả khoa học đầu tiên năm 1858.

## Hình ảnh

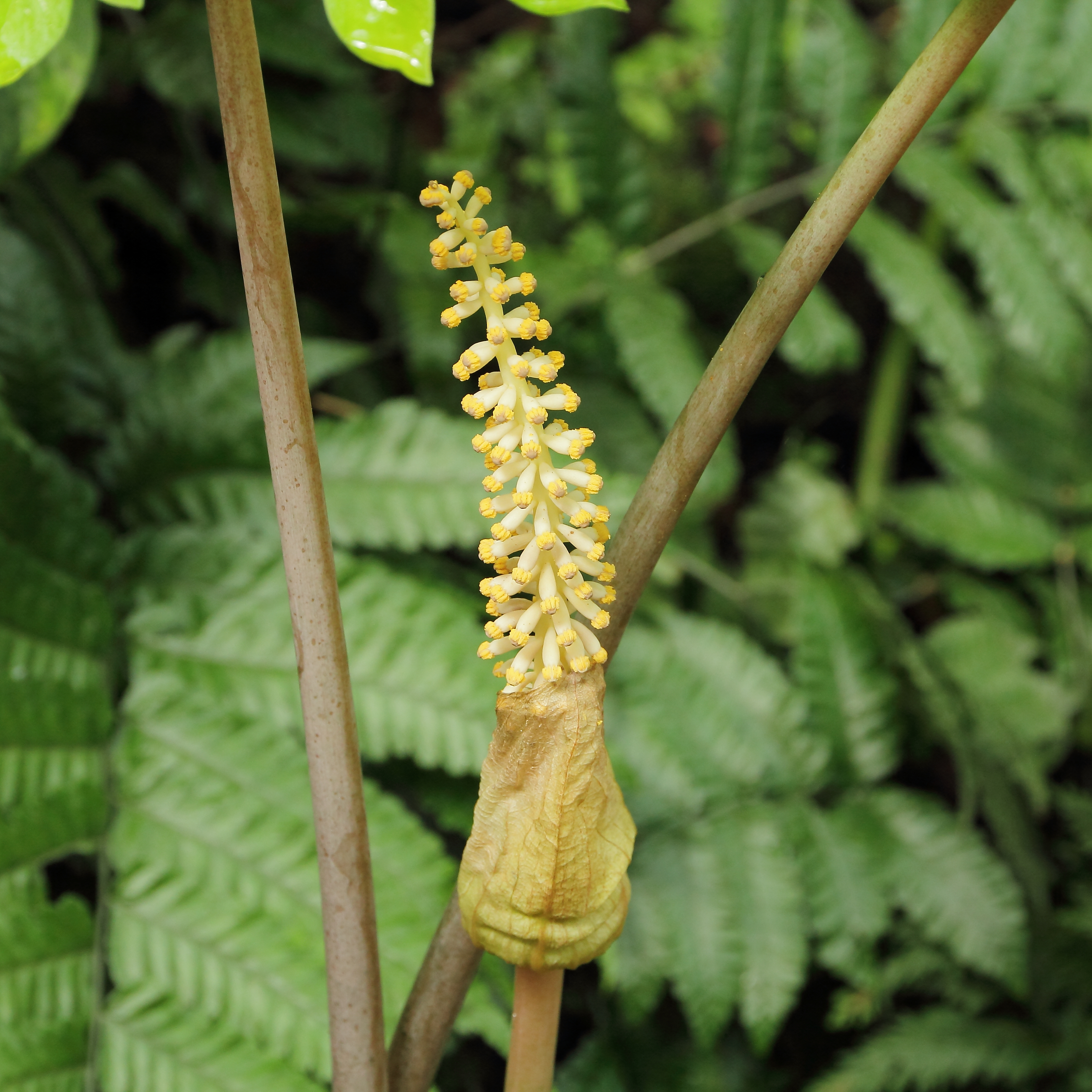
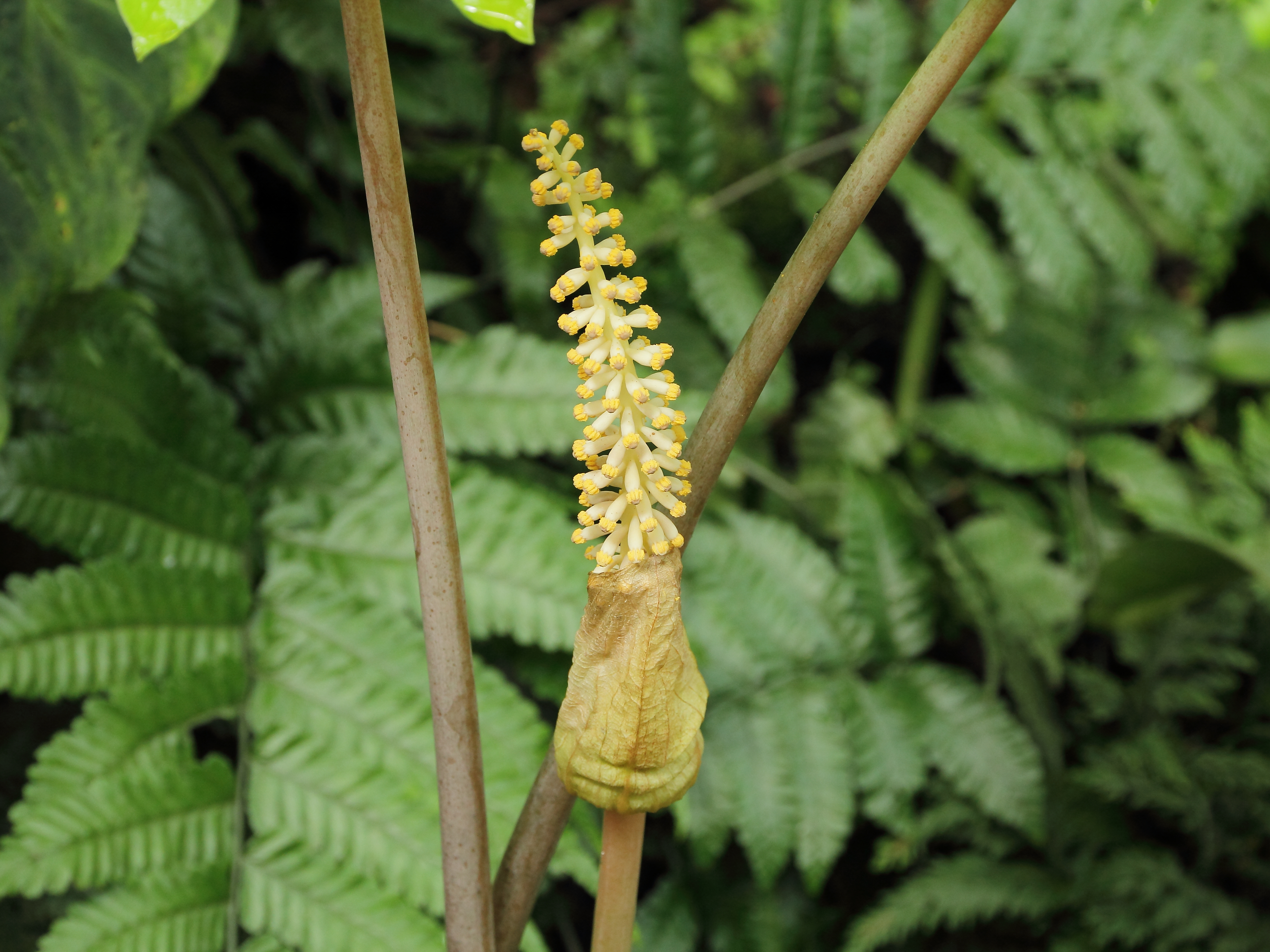